# Max Niedermayer
Max Niedermayer (* 2. Januar 1905; † 23. Mai 1968) war ein Verleger der frühen Bundesrepublik Deutschland. Er trat auch als Herausgeber und Autor hervor.
Er gründete nach 1945 in Wiesbaden den Limes-Verlag; die Genehmigung der amerikanischen Besatzungsmacht erhielt er im Oktober 1945. Einen Namen machte er sich bald als Freund und Verleger des Schriftstellers und Dichters Gottfried Benn; die beiden telefonierten fast wöchentlich und wechselten zahlreiche Briefe.

## Nachlass
Der Nachlass des Verlegers liegt zu großen Teilen im  Deutschen Literaturarchiv in Marbach am Neckar.

## Werke
- Niedermayer, Max: Pariser Hof. Limes Verlag Wiesbaden 1945–1965, Wiesbaden: Limes 1965. Mit einer Bibliographie der Verlagsveröffentlichungen.

## Dokumente
- Marguerite Valerie Schlüter (Hg.): Briefe an einen Verleger. Max Niedermayer zum 60. Geburtstag. Einl. Albrecht Fabri, Limes, Wiesbaden 1965
- Gottfried Benn: Briefe an den Limes Verlag 1948–1956, mit der vollständigen Korrespondenz auf CD-ROM, Stuttgart 2006 (= Benn, Briefe, Bd. 8)
- Gottfried Benn, Friedrich Wilhelm Oelze: Briefwechsel 1932–1956. Hgg. Harald Steinhagen, Stephan Kraft, Holger Hof, 4 Bde., Göttingen 2016 [Einschlägig sind insb. Bd. 3 und 4.]